# Olga Akopjan
Olga Sergejevna Akopjan (tidligere Levina, russisk: Ольга Сергеевна Акопян (Левина) ; født 4. marts 1985 i Volgograd, Rusland) er en tidligere russisk håndboldspiller og nuværende assistenttræner i CSKA Moskva. Hun spillede for Ruslands kvindehåndboldlandshold, fra 2005 til og med Sommer-OL 2016.
Hun deltog under Sommer-OL 2016, hvor hun vandt Ruslands første håndbold OL-guld.